# La Carreta
La Carreta es una localidad del partido de Trenque Lauquen, provincia de Buenos Aires, Argentina.

## Población
Cuenta con 45 habitantes (Indec, 2010), lo que representa un descenso del 13,5% frente a los 52 habitantes (Indec, 2001) del censo anterior.
| Gráfica de evolución demográfica de La Carreta entre 1991 y 2010 |
|                                                                  |
| Fuente: Censos nacionales del INDEC                              |